# الرابطة البرلمانية 2008–09
الرابطة البرلمانية 2008–09 (بالإنجليزية: 2008–09 Isthmian League)‏ هو موسم من دوري إسثميان. كان عدد الأندية المشاركة فيه 66، وفاز فيه نادي دوفر أتليتيك.